# Finale della UEFA Champions League 1996-1997
La finale della 42ª edizione di UEFA Champions League è stata disputata il 28 maggio 1997 all'Olympiastadion di Monaco di Baviera tra Juventus e Borussia Dortmund. All'incontro hanno assistito circa 59 000 spettatori. La partita, arbitrata dall'ungherese Sándor Puhl, ha visto la vittoria per 3-1 del club tedesco.

## Le squadre
| Squadre           | Partecipazioni precedenti (il grassetto indica la vittoria) |
| ----------------- | ----------------------------------------------------------- |
| Borussia Dortmund | Nessuna                                                     |
| Juventus          | 4 (1973, 1983, 1985, 1996)                                  |

## Il cammino verso la finale

Zinédine Zidane, fantasista della Juventus campione uscente e finalista, alle prese con l'ajacide Witschge nella semifinale di ritorno.

Il Borussia Dortmund di Ottmar Hitzfeld, campione di Germania in carica, è inserito nel gruppo B insieme agli spagnoli dell'Atlético Madrid, ai polacchi del Widzew Łódź e ai rumeni della Steaua Bucarest; i tedeschi superano il turno come secondi classificati, totalizzando 13 punti così come i Colchoneros, avendo però perso in casa (2-1) e vinto al Vicente Calderón (1-0) lo scontro diretto. Ai quarti di finale i Gialloneri affrontano i francesi dell'Auxerre, debuttanti assoluti nella manifestazione, battendoli facilmente con un risultato aggregato di 4-1. Più complicato è il superamento della semifinale, dove il Dortmund ha la meglio degli inglesi del Manchester Utd grazie a un doppio 1-0 al Westfalenstadion e all'Old Trafford, resistendo con non poche difficoltà al grande forcing degli uomini di Alex Ferguson nella sfida di Manchester.
La Juventus di Marcello Lippi, detentrice del trofeo, è inserita nel gruppo C insieme al Manchester Utd, ai turchi del Fenerbahçe e agli austriaci del Rapid Vienna, totalizzando 16 punti frutto di cinque vittorie (compreso l'1-0 in casa dei mancuniani, prima vittoria di una squadra italiana all'Old Trafford) e un pareggio, e passando agilmente il girone come prima classificata. Ai quarti di finale i Bianconeri affrontano i norvegesi del Rosenborg, superati con un risultato aggregato di 3-1. In semifinale i torinesi battono gli olandesi dell'Ajax, finalisti della precedente edizione, assicurandosi di fatto l'approdo in finale grazie alla vittoria per 2-1 nella sfida di andata all'Amsterdam ArenA (la prima di un club italiano sul campo dei Lancieri in una competizione confederale); successo poi bissato nella partita di ritorno al Delle Alpi con un largo 4-1.

## La partita

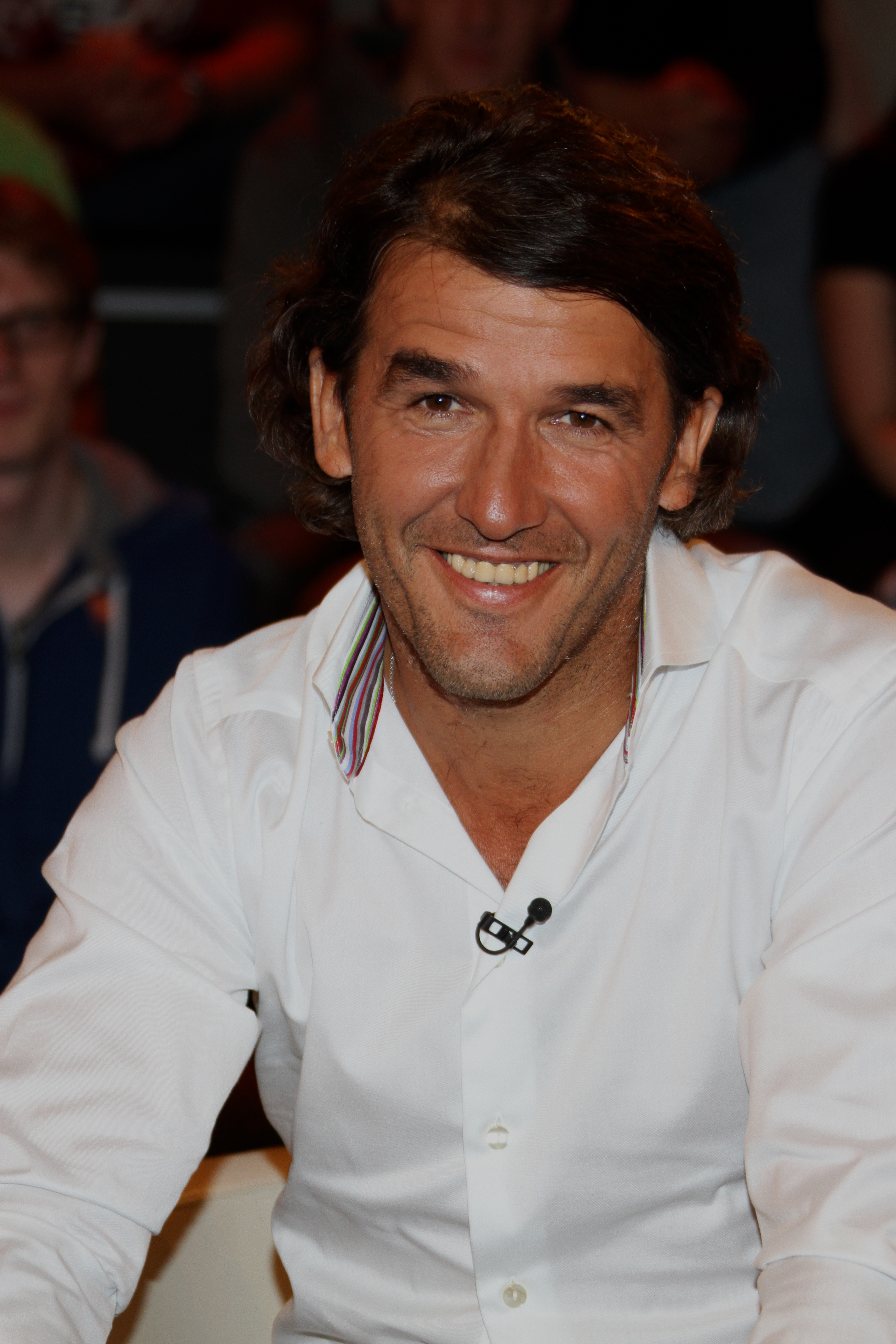
Karl-Heinz Riedle, protagonista nella vittoria del Borussia Dortmund con una doppietta.

La Juventus, prima classificata nella graduatoria confederale e alla sua quinta finale di Coppa dei Campioni, nonché seconda consecutiva, affronta il Borussia Dortmund, che invece è alla prima finale nella competizione, con i favori dei pronostici da parte della stampa specializzata, da cui era ritenuta la formazione al tempo più forte al mondo in virtù del titolo mondiale per club conquistato a novembre, nonché di altri risultati che generarono grande eco mediatica nei mesi precedenti – quali la vittoria aggregata per 6-2 nella doppia semifinale contro l'Ajax, il 9-2 complessivo rifilato al Paris Saint-Germain nella doppia finale di Supercoppa UEFA, e il 6-1 di San Siro in Serie A ai danni dei campioni d'Italia in carica del Milan –; ciononostante, le tossine di un'usurante stagione che aveva visto i piemontesi trionfare in campionato, Supercoppa e Intercontinentale, si faranno sentire nell'esito della finale di Monaco di Baviera.
Entrambe le formazioni non presentano sorprese e la partita comincia, come da pronostico, con i Bianconeri in attacco che si rendono pericolosi già al 3' con Vladimir Jugović, il quale subisce un sospetto intervento falloso nell'area tedesca, ma l'arbitro ungherese Sándor Puhl non ravvisa irregolarità. Tuttavia, alla mezz'ora, nel miglior momento degli italiani, sono i tedeschi a passare in vantaggio con un gol di Karl-Heinz Riedle, il quale, da un cross di Paul Lambert sugli sviluppi di un calcio d'angolo, stoppa di petto e batte Angelo Peruzzi in uscita. Cinque minuti dopo lo stesso Riedle raddoppia, stavolta con un colpo di testa sempre su cross dalla bandierina. C'è ancora tempo per un palo colpito da Zinédine Zidane e un gol annullato a Christian Vieri per fallo di mano, prima di andare al riposo sul parziale di 2-0 per gli uomini di Hitzfeld.
Nella ripresa Lippi inserisce Alessandro Del Piero, tenuto precauzionalmente a riposo poiché reduce da un infortunio, il quale rende la squadra torinese molto più offensiva. Gli spazi concessi dalla retroguardia del Dortmund – limitatosi dall'inizio dell'incontro ad attaccare sulla base di ripartenze, a causa dell'intenso pressing juventino – sono pochi, ma il forcing bianconero è continuo e ancora un legno salva i Gialloneri, quando Vieri scheggia l'incrocio dei pali su deviazione del portiere Stefan Klos.
Dopo venti minuti i Bianconeri accorciano le distanze proprio col neoentrato Del Piero, il quale batte Klos con un pregevole colpo di tacco; lo stesso Del Piero nella giocata successiva si vedrà negare da Puhl un possibile calcio di rigore, episodio che, assieme ad altri nel corso della gara, avrebbe portato ad aspre polemiche al fischio finale. Passano sei minuti e la Juventus, riversatasi in attacco alla ricerca del pari, si fa sorprendere in contropiede dal Borussia, che, con Lars Ricken, entrato al posto di Chapuisat da appena un minuto, fa partire una parabola dalla distanza che beffa Peruzzi fuori dai pali. Il Dortmund, con in rosa peraltro una nutrita pattuglia di ex juventini (Júlio César, Kohler, Möller, Reuter e Sousa), festeggia così la vittoria della prima e fin qui unica Champions League della propria storia.

## Tabellino
| Arbitro: | Sándor Puhl |

|                            |           |               |
| Riedle 29’, 34’ Ricken 71’ | Marcatori | 65’ Del Piero |

| Borussia Dortmund | Juventus |

| Borussia Dortmund |    |                    |     |     |
|                   |    |                    |     |     |
| P                 | 1  | Stefan Klos        |     |     |
| D                 | 5  | Jürgen Kohler      |     |     |
| D                 | 6  | Matthias Sammer    |     |     |
| D                 | 16 | Martin Kree        |     |     |
| C                 | 7  | Stefan Reuter      |     |     |
| C                 | 14 | Paul Lambert       |     |     |
| C                 | 19 | Paulo Sousa        | 23’ |     |
| C                 | 17 | Jörg Heinrich      |     |     |
| C                 | 10 | Andreas Möller     |     | 89’ |
| A                 | 13 | Karl-Heinz Riedle  |     | 67’ |
| A                 | 9  | Stéphane Chapuisat |     | 70’ |
| Sostituzioni:     |    |                    |     |     |
| C                 | 18 | Lars Ricken        | 71’ | 70’ |
| C                 | 8  | Michael Zorc       |     | 89’ |
| A                 | 11 | Heiko Herrlich     |     | 67’ |
| Allenatore:       |    |                    |     |     |
| Ottmar Hitzfeld   |    |                    |     |     |

| Juventus       |    |                      |     |     |
|                |    |                      |     |     |
| P              | 1  | Angelo Peruzzi       |     |     |
| D              | 5  | Sergio Porrini       | 19’ | 46’ |
| D              | 2  | Ciro Ferrara         |     |     |
| D              | 4  | Paolo Montero        |     |     |
| D              | 13 | Mark Iuliano         | 90’ |     |
| C              | 14 | Didier Deschamps     |     |     |
| C              | 7  | Angelo Di Livio      |     |     |
| C              | 18 | Vladimir Jugović     |     |     |
| C              | 21 | Zinédine Zidane      |     |     |
| A              | 15 | Christian Vieri      |     | 71’ |
| A              | 9  | Alen Bokšić          |     | 87’ |
| Sostituzioni:  |    |                      |     |     |
| C              | 20 | Alessio Tacchinardi  |     | 87’ |
| A              | 10 | Alessandro Del Piero |     | 46’ |
| A              | 16 | Nicola Amoruso       |     | 71’ |
| Allenatore:    |    |                      |     |     |
| Marcello Lippi |    |                      |     |     |